# Планета (кинотеатр, Москва)
Плане́та — однозальный кинотеатр («моноэкран») в московском районе Очаково-Матвеевское, расположенный по адресу: улица Нежинская, д. 11 возле сквера имени Анны Герман и круглого дома в Матвеевском. С 1992 года не использовался по прямому назначению, с 1997 года после небольшого пожара полностью заброшен. В июне 2019 года в рамках программы реконструкции советских кинотеатров снесён. Вновь открыт 19 октября 2024-го года как торговый центр "Место встречи Планета"

## История
В СССР повсеместно практиковалось строительство небольших кинотеатров микрорайонного значения по типовым проектам, а их посещаемость была высокой. Кинотеатр «Планета» открылся 5 февраля 1971 года для нужд нового микрорайона «Матвеевское». Он пользовался большой популярностью. В 1980-е в фойе были установлены аркадные автоматы.
После распада СССР «Планета», как и многие аналогичные кинотеатры, утратила популярность и уже в 1992 году показ фильмов в ней прекратился. Кинозал арендовала организация «Свидетели Иеговы», на месте касс открыли продуктовый магазин, а в фойе появилась меховая ярмарка и мебельный салон. При этом кинотеатр административно был подчинён муниципальному кинозрелищному предприятию «Кинотеатр „Звёздный“». В 1997 году в кинозале произошло возгорание, горели печатные материалы иеговистов. После этого эксплуатация здания кинотеатра полностью прекратилась.

## Планы по реконструкции
В 1997 году московские власти активно готовились к проведению Всемирных юношеских игр и инициировали строительство ряда спортивных сооружений. В частности, планировалось реконструировать «Планету» и преобразовать её в спортивный центр, а помимо того, построить в Матвеевском самый большой в Европе аквапарк. Последний в итоге оказался недостроен и впоследствии снесён, а к «Планете» даже не подступились — вместо реконструкции произошло масштабное расхищение выделенных средств.
Идея реконструкции «Планеты» путём сноса старого здания и строительства нового возникла в 2003 году, когда Правительство Москвы издало соответствующее постановление. Согласно ему было принято предложение префектуры Западного административного округа о проектировании и строительстве до 31.12.2007 культурно-досугового центра в Матвеевском на месте подлежащего сносу здания кинотеатра. Под это дело были выделены 60 млн рублей, однако планы так и не были реализованы. В 2008 году постановление было признано утратившим силу.
В 2008 году кинотеатр было решено продать с обязательным условием использования его по прямому назначению — по многочисленным просьбам местных жителей. Однако желающих приобретать здание с таким обременением не нашлось. Поэтому в 2010 году он был передан на баланс «Объединённой дирекции по управлению имущественным комплексом киносетей» (ГУП «ОДУИКК»).
В 2014 году компания «Эдисонэнерго», аффилированная с девелопером ADG Group, за 9,6 млрд рублей приобрела у города 39 старых кинотеатров, большинство которых были заброшены. По заявлениям Департамента строительства Москвы, планируется комплексная реновация кинотеатров и превращение их в многофункциональные культурно-общественные центры. Некоторые эксперты сомневаются в коммерческой успешности такого формата. В рамках программы старое здание «Планеты» было снесено в июне 2019 года. Планируется, что новое здание будет построено во втором квартале 2020 года. По факту здание было достроено в 2023 году и открыто в 2024 как торговый центр "Место встречи Планета".